# Graphismes de jeu vidéo
Les  graphismes de jeu vidéo sont l'ensemble des formes sous lesquelles les jeux vidéo sont représentés à l'écran, en utilisant des techniques de plus en plus évoluées depuis le début de l'histoire du jeu vidéo. De nombreuses techniques ont été utilisées pour afficher le contenu des jeux vidéo, notamment sous forme textuelle, ou graphique de type vectoriel, en deux dimensions, isométrique, ou en trois dimensions. L'évolution des graphismes de jeu vidéo est directement liée à la progression des capacités matérielles informatiques et à celles des logiciels qui permettent aussi bien d'afficher que de fabriquer ces graphismes.

## Jeux textuels
Les jeux vidéo textuels n'utilisent pas de graphisme de type bitmap ou vectoriel, mais uniquement du texte, soit des phrases, des questions et des réponses, parfois de l'Art ASCII. Ces graphismes sont très utilisés durant la genèse du jeu vidéo, du début des années 1950 jusqu'à la fin des années 1970, et restent communs jusqu'à la fin des années 1980. Certains des premiers jeux de texte ont été développés pour les systèmes informatiques qui n'avaient aucun affichage vidéo et utilisaient l'imprimante.
Par exemple, les Multi-user dungeon sont des jeux d'aventure textuels dans lesquels les joueurs peuvent lire ou voir des représentations de salles, objets, autres joueurs et actions réalisées dans le monde virtuel. Les rogue-like, un sous-genre de jeux vidéo de jeu de rôle comportant de nombreux monstres, objets et effets environnementaux, et une forte emphase sur la génération procédurale, la rejouabilité et la mort permanente, sont également sous forme textuelles.
Les jeux de texte sont généralement plus faciles à programmer et nécessitent moins de ressources de traitement que les jeux graphiques, et ont donc été plus fréquents de 1970 à 1990. Cependant, les émulateurs de terminal sont toujours utilisé, et les gens continuent à jouer des MUD ou à des fictions interactives. Beaucoup de programmeurs commencent à créer des jeux de ce type afin de se familiariser avec un langage de programmation. Des concours existe toujours dans lesquels le but est de réussir à programmer un roguelike dans un délai court, par exemple sept jours.

## Graphismes vectoriels
Les graphiques vectoriels représentent l'ensemble des graphismes de jeux vidéo n'utilisant que des formes primitives telles que des points, des lignes et des courbes (c'est-à-dire des formes utilisant des équations mathématiques), plutôt que des graphismes matriciels. Cette forme de graphismes est assez rare, mais un exemple sur ordinateur personnel est Starglider (1986),.
Les jeux vectoriels ou jeux à graphiques vectoriels peuvent également désigner aux jeux vidéo qui utilisent un écran à affichage vectoriel (en) capables de projeter des images à l'aide d'un faisceau d'électrons afin de dessiner des images plutôt que des pixels. De nombreux jeux d’arcade anciens utilisent cette technique et ces écrans, car les jeux et le matériel étaient capables d'afficher plus de détails sous cette forme que sur des écrans permettant d'afficher des images matricielles. De nombreux jeux d'arcade ont utilisé des calques de couleurs pour compléter les images vectorielles. Ces calques pouvaient également comporter des dessins statiques devenant des éléments du système de jeu. Les jeux vectoriels ont principalement été produits par Atari, Cinematronics, et Sega. Par exemple, parmi ceux-ci figurent Armor Attack, Eliminator, Lunar Lander, Space Fury, Space Wars, Star Trek, Tac/Scan, Tempest et Zektor. En 1983, Star Wars est le premier jeu à graphismes vectoriels en couleur de l'histoire,,.
La console de salon Vectrex utilise également un affichage vectoriel, seule console du genre,,.
Après 1985, l'utilisation de graphiques vectoriels a considérablement diminué en raison de l'amélioration de la technologie et des techniques d'affichage.

## Full motion videoou films interactifs
Les jeux vidéo en full motion video (FMV) ou films interactifs s'appuient sur des enregistrements et des animations pré-enregistrés de qualité et de télévision plutôt que des sprite, des vecteurs ou des modèles 3D pour afficher l'action dans le jeu.
Les jeux en full motion video ont été populaires en arcade dans les années 1980 et au début des années 1990, car les CD-ROM et les laserdisc se sont propagés à domicile, offrant une alternative aux cartouches ROM de faible capacité de la plupart des consoles à l'époque. Bien que la qualité des graphismes était supérieure à certaines consoles de jeu, le marché est resté un secteur de niche, souffrant de critiques de la par des joueurs, leur reprochant un manque d'interaction. Ceci a provoqué la disparition de ce format d'autant plus que d'autres systèmes plus performant arrivent alors sur le marché.
Un certain nombre de différents types de jeux ont utilisé ce format, notamment en arcade comme Astron Belt, Dragon's Lair, Cliff Hanger, Firefox, Space Ace, Mad Dog McCree. D'autres jeux sur consoles ont vu le jour en particulier les rail shooter, Tomcat Alley, Surgical Strike et Sewer Shark, mais aussi dans des films interactifs tels que Gabriel Knight: The Beast Within, Phantasmagoria.

## Graphismes matriciels

### Graphismes 2D

#### Projection parallèle
Les jeux à projection parallèle (en) utilisent généralement des graphiques matriciels bidimensionnels par opposition à la géométrie 3D polygonale triangulaire, ce qui permet aux développeurs de créer efficacement des mondes de jeux vastes et complexes, avec peu d'objets d'art en divisant les décors en sprite ou en tuiles et en les réutilisant à plusieurs reprises (bien que certains jeux utilisent un mélange de différentes techniques).

#### Jeux en vue de dessus
La perspective en vue de dessus, également appelée « vue aérienne », carte du monde en vue de dessus ou overworld, lorsqu'elle est utilisé dans des jeux vidéo, adopte un angle de caméra qui montre le joueur et la zone autour de celui-ci d'en haut. Bien que n'étant pas exclusif aux jeux vidéo qui utilisent une projection parallèle, ils sont à la fois fréquents dans les jeux vidéo, les wargame, et les jeux de simulation, de gestion tels que SimCity, Pokémon et Railroad Tycoon, mais aussi des jeux d'action ou d'action-aventure comme The Legend of Zelda et Grand Theft Auto.

#### Jeux à défilement latéral
Dans un jeu à défilement latéra, le point de vue est pris du côté, et les personnages à l'écran se déplacent généralement du côté gauche de l'écran vers la droite. Les jeux de ce type utilisent la technologie d'affichage par ordinateur appelée scrolling, et parfois le défilement parallaxe pour suggérer une certaine profondeur.
Dans de nombreux jeux, l'écran suit le personnage du joueur de sorte que le personnage du joueur soit toujours positionné près du centre de l'écran. Dans les autres jeux, la position de l'écran change en fonction du mouvement du personnage du joueur, ainsi le personnage du joueur est décentré. Parfois, l'écran défile non-seulement vers l'avant, dans la vitesse et la direction du mouvement du personnage du joueur, mais aussi vers l'arrière vers les parties précédemment visitées du niveau. Dans d'autres jeux, l'écran ne fait que défiler vers l'avant, jamais vers l'arrière, de sorte qu'une fois qu'un niveau est terminé, il ne peut plus être rejoué. Dans les jeux tels que les shoot 'em up comme R-Type, l'écran défile vers l'avant seul à une vitesse régulière, et le joueur doit suivre l'écran, tenter d'éviter les obstacles et de collecter les objets avant qu'ils disparaissent.
Des exemples de jeux de défilement à latéral sont les jeux de plate-forme tels que Sonic the Hedgehog, les beat them all comme Double Dragon et Battletoads, et les shoot 'em up tels que R-Type. La série Super Mario Bros. a utilisé les trois types de défilement latéral à un moment de son histoire.

#### 2,5D, perspective 3/4 et pseudo-3D
Les termes « 2,5D » « perspective 3/4 » et « pseudo-3D » sont utilisés pour décrire des projections graphiques et des techniques qui tentent de réaliser des « fausses 3D ». Généralement, ces jeux utilisent une forme de projection parallèle, dans laquelle le point de vue est fixe, mais révèle également de multiples faces d'un objet. Parmi les techniques permettant de créer de la pseudo-3D figurent la perspective isométrique ou axonométrique, la projection oblique, la projection orthogonale, le billboarding, le défilement parallaxe, le scalling, les skybox et skydomes. En outre, des techniques graphiques 3D telles que le placage de relief et le parallax mapping sont souvent utilisées pour renforcer l'illusion de la tridimensionnalité sans augmenter de manière substantielle les performances par l'augmentation du nombre de polygones à afficher.
Parmi ces jeux figurent Zaxxon, Les Sims et Diablo (perspective isométrique/axonométrique), Ultima VII et Paperboy (projection oblique), Sonic the Hedgehog et Street Fighter II (Défilement parallaxe), Fonz et Space Harrier (scaling), et Half-Life 2 (skyboxes). En plus de la projection axonométrique, des jeux tels que Les Sims et Final Fantasy Tactics utilisent également une combinaison de sprite en 2D pré-dessinés et de graphismes polygonaux en temps réel, au lieu de reposer entièrement sur les sprite 2D comme c'est la norme.

### Graphismes 3D

#### 3D fixe
La 3D fixe est une représentation tridimensionnelle du monde du jeu où les objets de premier plan (c'est-à-dire les personnages de jeu) sont généralement rendus en temps réel contre un fond statique. Le principal avantage de cette technique est sa capacité à afficher un haut niveau de détail sur un matériel minimal. Le principal inconvénient est que le cadre de référence du joueur reste fixe en tout temps, empêchant les joueurs d'examiner ou de déplacer l'environnement à partir de plusieurs points de vue.

#### Vue à la première personne
La vue à la première personne propose une perspective graphique affichée du point de vue du personnage du joueur. Dans de nombreux cas, ce point de vue est situé dans le poste de pilotage d'un véhicule. Beaucoup de genres de jeux vidéo différents ont utilisé les perspectives de première personne, allant des jeux d'aventure aux simulateurs de vol. Un des genres les plus notables utilisant cette méthode d'affichage est le jeu de tir à la première personne. Ce point de vue est également fréquemment utilisé pour représenter la vue d'un conducteur dans un véhicule, comme dans les simulateurs de vol et de course. Dans cette situation le joueur ne voit pas son avatar, parfois ses mains ou ses bras.
Par exemple, la série des Metroid Prime , les épisodes de Gran Turismo, ou Half-Life sont des jeux à la première personne.

#### Vue à la troisième personne
La vue à la troisième personne est une perspective graphique affichée à partir d'une vue située est à une certaine distance, généralement derrière et légèrement au-dessus, du personnage joueur. Ce point de vue est le plus courant dans les jeux d'action et d'action-aventure.
Par exemple, la série des Tomb Raider, les épisodes en 3D de The Legend of Zelda, ou Crash Bandicoot sont des jeux à la troisième personne.

## Jeux stéréoscopiques
Les jeux stéréoscopiques (ou jeux vidéo S-3D) utilisent des techniques stéréoscopiques pour créer une perception de profondeur pour le joueur, grâce à n'importe quelle forme d'affichage stéréo. Cette technique est distincte de l'affichage tridimensionnel sur un écran simple, qui donne l'illusion de profondeur grâce à des indices monoculaires, pas grâce à des informations de profondeur binoculaires.

## Réalité virtuelle
La réalité virtuelle s'est installée dans les années 1990 dans le secteur du jeu vidéo avec une initiative de Sega, avec le Sega VR — un casque qui réagissait aux mouvement de la tête de l'utilisateur, destinée a la Mega Drive — puis avec Virtuality qui a été lancé et est devenu le premier, le système de divertissement multijoueur en réseau VR produit en masse — il a été lancé dans plusieurs pays — il se matérialisait sous la forme d'une arcade VR avec un casques et des gants exosquelette — coûtant jusqu'à 73 000 $ par système multi-pod Virtuality.
En 1991, Computer Gaming World prédit une « VR abordable d'ici à 1994 ».
En 1994, Sega a publié le Sega VR-1 un simulateur d'arcade,, dans les salles de jeux SegaWorld. Il a été en mesure de suivre les mouvements de la tête et représentait des polygones en 3D stéréoscopique, alimenté par le système d'arcade : Sega Model 1.
Le Virtual Boy a été créé par Nintendo et est sorti au Japon le 21 juillet 1995, et en Amérique du Nord le 15 août, 1995.
Forte a publié le VFX1 en 1995, un casque de réalité virtuelle pour PC qui a été appuyé par certains jeux comme Descent, Star Wars: Dark Forces, System Shock et Quake.

## Affichage multi-écrans
De nombreux jeux peuvent gérer des configurations multi-moniteurs pour obtenir des résolutions d'affichage très élevées. Ces jeux permettent une meilleure immersion.